# Forame obturado

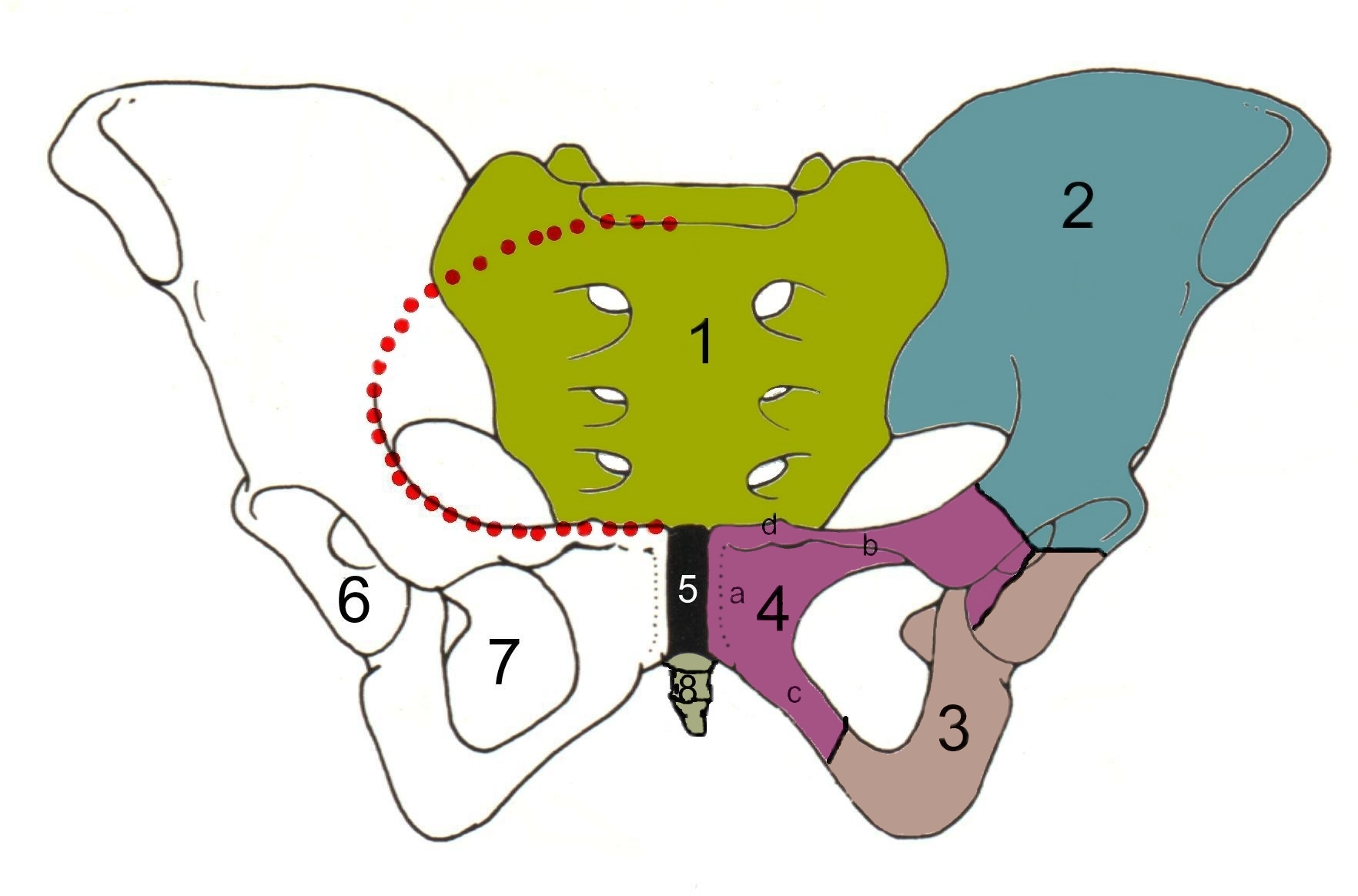
Norma frontal da pelve. O forame obturado (número 7) é visto entre o ísquio e o púbis.

O forame obturado é uma abertura (forame) existente no osso do quadril. É formado pelo ísquio e pelo púbis, que são partes desse osso. É coberto quase completamente pela membrana obturatória, que serve de inserção em ambos os lados para diversos músculos da região. Essa membrana possui uma única abertura, o canal obturatório, que permite a passagem da cavidade pélvica para a coxa do nervo obturatório e de vasos sanguíneos.